# 바레인 국립경기장
바레인 국립경기장(아랍어: إستاد البحرين الوطني)은 바레인 리파에 위치한 국립경기장이다. 수용 인원은 35,000명이며 주로 축구 경기장으로 사용되고 있다.

## 기록

### 2016년 AFC U-19 챔피언십
| 날짜             | 팀 1           | 스코어      | 팀 2           | 라운드 |
| ---------------- | -------------- | ----------- | -------------- | ------ |
| 2016년 10월 13일 | 태국           | 1 - 3       | 대한민국       | A조    |
| 2016년 10월 14일 | 일본           | 3 - 0       | 예멘           | C조    |
| 2016년 10월 14일 | 카타르         | 1 - 1       | 이란           | C조    |
| 2016년 10월 15일 | 중화인민공화국 | 0 - 1       | 오스트레일리아 | D조    |
| 2016년 10월 16일 | 사우디아라비아 | 4 - 0       | 태국           | A조    |
| 2016년 10월 17일 | 이란           | 0 - 0       | 일본           | C조    |
| 2016년 10월 17일 | 예멘           | 0 - 1       | 카타르         | C조    |
| 2016년 10월 18일 | 타지키스탄     | 2 - 0       | 중화인민공화국 | D조    |
| 2016년 10월 19일 | 대한민국       | 1 - 2       | 사우디아라비아 | A조    |
| 2016년 10월 20일 | 이라크         | 0 - 0       | 베트남         | B조    |
| 2016년 10월 20일 | 카타르         | 0 - 3       | 일본           | C조    |
| 2016년 10월 21일 | 오스트레일리아 | 0 - 0       | 타지키스탄     | D조    |
| 2016년 10월 23일 | 바레인         | 0 - 1       | 베트남         | 8강    |
| 2016년 10월 24일 | 일본           | 4 - 0       | 타지키스탄     | 8강    |
| 2016년 10월 27일 | 베트남         | 0 - 3       | 일본           | 준결승 |
| 2016년 10월 30일 | 일본           | 0(5) - 0(3) | 사우디아라비아 | 결승   |